# Estrilda nonnula
Estrilda nonnula е вид птица от семейство Estrildidae.

## Разпространение
Видът е разпространен в Бурунди, Габон, Екваториална Гвинея, Камерун, Демократична република Конго, Република Конго, Кения, Нигерия, Руанда, Судан, Танзания, Уганда, Централноафриканската република и Южен Судан.